# Beňadiková
Beňadiková (Hongaars: Benedekfalu) is een Slowaakse gemeente in de regio Žilina, en maakt deel uit van het district Liptovský Mikuláš.
Beňadiková telt 464 inwoners.